# Sex Psycho
Sex Psycho, también conocida como Widow Blue! o The Demon in Miss Jones, es una película de terror pornográfico de 1970 escrita y dirigida por Walt Davis. Está protagonizada por Alex Elliot, Walt Davis, Charles Lish, Rick Cassidy, John Holmes, Andy Bellamy, Susan Wescott y Sandy Dempsey.

## Sinopsis
Eva Blue se droga con marihuana en su sala de estar y se queda dormida en el sofá. Luego se muestra a una mujer llamada Elise en la cama con su esposo, Nick, a quien intenta convencer para que tenga relaciones sexuales con ella. Nick ignora los avances de su esposa y critica su apariencia, su limpieza y su cocina antes de dirigirse a una cita de negocios, mencionando al salir que los han invitado a cenar en la casa de Eva Blue. Elise llama a su amante y Nick compra un cuchillo de carnicero en una ferretería.
En la residencia de los Blue, el marido de Eva, Jerry, está teniendo sexo con su cuñado, Marshall. Después de que Marshall eyacula, Nick y Eva entran en la habitación, y Nick le corta la garganta a Jerry con el cuchillo, salpicando sangre en la cara de Eva. Eva envía a Marshall a buscar el ataúd en el que pretenden poner el cuerpo de su marido, y obliga a un Nick reacio a tener sexo en la cama que contiene los restos mutilados de Jerry, a los que Eva le hace sexo oral en un momento dado mientras monta a Nick. Marshall regresa con el ataúd, y después de que el cadáver de Jerry es colocado en él, Nick obliga a Eva y Marshall a tener sexo con él encima.
Mientras el trío mueve el ataúd, dos de los amigos swingers de Eva y Jerry aparecen inesperadamente e insisten en tener sexo en grupo. Después de la orgía, Marshall y la pareja se van, y Elise (a quien Nick y Eva pretenden matar) llega para cenar. Eva cuenta una mentira sobre recibir una llamada de su madre enferma y finge irse mientras Nick convence a Elise de tener sexo en uno de los dormitorios. Mientras Elise está en medio de la realización de sexo oral a Nick, Eva y Marshall se cuelan en la habitación, y cuando están a punto de matar a Elise con el cuchillo de carnicero, Elise los ve y muerde el pene de Nick en estado de shock. Mientras Elise se ahoga hasta morir con los genitales amputados de Nick, Eva y Marshall entran en estado de histeria y huyen gritando.
Luego se ve a Eva despertándose en su sofá, lo que implica que los eventos de la película fueron solo un sueño que tuvo bajo el efecto de las drogas. Cuando Eva va a preparar la cena, se ve el cuchillo de carnicero tirado en el suelo.

## Reparto
- Andy Bellamy como Lisa
- Rick Cassidy como amante de Elise
- Walt Davis como Jerry Blue
- Sandy Dempsey como Elise
- Alex Elliot como Nick
- John Holmes como Ron
- Charles Lish como Marshall
- Susan Wescott como Eva Blue

## Estreno
La película nunca se estrenó en cines porque se consideró demasiado perturbadora para su época. Ninguna distribuidora quiso hacerse cargo del proyecto. WB la lanzó de forma muy limitada en VHS como Sex Psycho por Something Weird Video. SWV fue amenazada con enviar material pornográfico a través de las fronteras estatales, y nuevamente la película fue retirada en 1995.
Una década después, la compañía reeditó la película en DVD-R , bajo el nombre de The Demon in Miss Jones. En 2014, una versión remasterizada de la película, esta vez bajo su nombre original Widow Blue!, fue lanzada en DVD estándar por Vinegar Syndrome, en una función triple con Evil Come, Evil Go y Oh! You Beautiful Doll.

## Recepción
La película fue elogiada por Fred Adelman de Critical Condition, quien escribió: «A Davis (que aparece como Jerry) le gustaba darle a su audiencia algo de valor de impacto junto con el sexo duro, pero los aficionados al teatro en ese momento no estaban preparados para eso. Estaba muy adelantado a su tiempo. Todas las películas de Davis deberían ser reevaluadas hoy. Debería tener seguidores de culto». Paul Freitag-Fey de Daily Grindhouse afirmó que «se convierte en una espiral de perversión que haría sonrojar incluso al fanático más incondicional del género» y «Es todo ridículo, y habría sido imposible de ver si no fuera por el sentido del humor de Davis, lo que resulta en una película que parece haber sido hecha con un sentido de conciencia al estilo John Waters sobre cómo revolucionar deliberadamente a la audiencia».
Nathaniel Thompson de Mondo Digital describió a la película como «una película gore hardcore completamente demente», y dijo que, si bien la película no era buena, «cualquiera que quiera meterse de lleno en el cine enloquecido de los años 70 encontrará su igual aquí». En una reseña de Rock! Shock! Pop!, Ian Jane dijo que tenía un buen elenco y que el contenido de la película, de ritmo rápido y peculiar, la mala música, el gore barato y la falta de valores de producción la convertían en «una película basura del más alto nivel».